# تصنيف فيفا العالمي للرجال
|                              |        |                  |         |
| أول 20 مركز في 18 يوليو 2024 |        |                  |         |
| الترتيب                      | التغير | الفريق           | النقاط  |
| 1                            |        | الأرجنتين        | 1901.48 |
| 2                            |        | فرنسا            | 1854.91 |
| 3                            | ▲ 5    | إسبانيا          | 1835.67 |
| 4                            | ▲ 1    | إنجلترا          | 1812.26 |
| 5                            | ▼ 1    | البرازيل         | 1785.61 |
| 6                            | ▼ 3    | بلجيكا           | 1772.44 |
| 7                            |        | هولندا           | 1758.51 |
| 8                            | ▼ 2    | البرتغال         | 1741.43 |
| 9                            | ▲ 3    | كولومبيا         | 1727.32 |
| 10                           |        | إيطاليا          | 1714.29 |
| 11                           | ▲ 3    | الأوروغواي       | 1713.15 |
| 12                           | ▼ 3    | كرواتيا          | 1701.31 |
| 13                           | ▲ 3    | ألمانيا          | 1686.02 |
| 14                           | ▼ 2    | المغرب           | 1669.44 |
| 15                           | ▲ 4    | سويسرا           | 1654.1  |
| 16                           | ▼ 5    | الولايات المتحدة | 1641.75 |
| 17                           | ▼ 2    | المكسيك          | 1635.11 |
| 18                           | ▼ 1    | اليابان          | 1628.81 |
| 19                           | ▼ 1    | السنغال          | 1623.34 |
| 20                           |        | إيران            | 1611.16 |
| الترتيب كامل في موقع الفيفا  |        |                  |         |

تصنيف الفيفا العالمي (بالإنجليزية: FIFA World Rankings)‏. هو نظام تصنيف للمنتخبات الوطنية للرجال في اتحاد كرة القدم، ويتصدره المغرب حاليًا. يتم تصنيف منتخبات الدول الأعضاء في الاتحاد الدولي لكرة القدم، الهيئة الحاكمة لكرة القدم العالمية، بناءً على نتائج مبارياتهم مع احتلال أنجح الفرق المرتبة الأعلى. تم تقديم التصنيف في ديسمبر 1992، وتصدرته ثمانية فرق (الأرجنتين، بلجيكا، البرازيل، فرنسا، ألمانيا، إيطاليا، هولندا وإسبانيا)، حيث قضت البرازيل في المرتبة الأولى.
وأُعلنت أحدث تصنيفات الفيفا مع وجود بعض التغييرات المهمة فيما يتعلق بترتيبات الفرق. حيث صعدت الأرجنتين، بطلة كأس العالم في قطر، إلى المركز الثاني في تصنيف الفيفا، لتحل بعد منافستها البرازيل التي لا تزال في المركز الأول على الرغم من الأداء المخيب للآمال في بطولة كأس العالم الأخيرة في قطر.
يتم استخدام نظام النقاط، مع منح النقاط بناءً على نتائج جميع المباريات الدولية الكاملة المعترف بها من قبل الاتحاد الدولي لكرة القدم.
تم تجديد نظام التصنيف في عدة مناسبات، استجابة بشكل عام للانتقادات القائلة بأن طريقة الحساب السابقة لم تعكس بشكل فعال نقاط القوة النسبية للفرق الوطنية. تم استخدام الإصدار الحالي من نظام التصنيف لأول مرة في 16 أغسطس 2018، مقتبسًا من نظام تصنيف إيلو المستخدم في لعبة الشطرنج وغو.

## التاريخ
في ديسمبر 1992، نشر الاتحاد الدولي لكرة القدم لأول مرة قائمة بترتيب ترتيب الاتحادات الأعضاء للرجال لتوفير أساس لمقارنة نقاط القوة النسبية لهذه الفرق. منذ أغسطس التالي، تم تحديث هذه القائمة بشكل متكرر، ليتم نشرها في معظم الأشهر. تم تنفيذ تغييرات مهمة في يناير 1999 ومرة أخرى في يوليو 2006، كرد فعل على الانتقادات الموجهة للنظام. تعكس السجلات التاريخية للترتيبات، مثل المدرجة على موقع الاتحاد الدولي لكرة القدم، طريقة الحساب المستخدمة في ذلك الوقت، حيث لم يتم تطبيق الطريقة الحالية بأثر رجعي على التصنيف قبل يوليو 2006. وقد توسعت عضوية الاتحاد الدولي لكرة القدم من 167 إلى 211 اتحاد وطني منذ بدء التصنيف. يتم تضمين 210 أعضاء حاليًا في التصنيف. جزر كوك هي الاتحاد الوحيد غير المصنف في الفيفا، بعد أن أزيلت من التصنيف في سبتمبر 2019 بعد عدم لعب أي مباريات في السنوات الأربع الماضية.

### طريقة الحساب في فترة 1993–1998
كانت صيغة الترتيب المستخدمة من أغسطس 1993 حتى ديسمبر 1998 شديدة التبسيط وسرعان ما تمت ملاحظتها بسبب افتقارها إلى العوامل الداعمة. عندما تم تقديم التصنيف في البداية، حصل الفريق على نقطة واحدة للتعادل أو ثلاث نقاط للفوز في المباريات المعترف بها من قبل الاتحاد الدولي لكرة القدم، تمامًا مثل نظام تسجيل الدوري التقليدي. كان هذا نهجًا بسيطًا للغاية، ومع ذلك سرعان ما أدرك الاتحاد الدولي لكرة القدم أن هناك العديد من العوامل التي تؤثر على المباريات الدولية.

### طريقة الحساب في فترة 1999–2006
في يناير 1999، قدم الاتحاد الدولي لكرة القدم نظامًا منقحًا لحساب التصنيف، يتضمن العديد من التغييرات ردًا على انتقادات التصنيفات غير الملائمة. بالنسبة للترتيب تم تسجيل جميع المباريات ودرجاتها وأهميتها، واستخدمت في إجراء الحساب. تم تضمين مباريات منتخب الرجال فقط. تم استخدام أنظمة تصنيف منفصلة للأطراف الوطنية التمثيلية الأخرى مثل الفرق النسائية والناشئة، على سبيل المثال تصنيف فيفا العالمي للسيدات. كانت تصنيفات السيدات ولا تزال قائمة على إجراء هو نسخة مبسطة من تقييمات إيلو لكرة القدم.
كانت التغييرات الرئيسية على النحو التالي:
- تم رفع تصنيف النقاط بعامل عشرة
- تم تغيير طريقة الحساب لمراعاة عوامل منها:
  - عدد الأهداف التي تم تسجيلها أو استقبالها
  - سواء لعبت المباراة على أرضه أو خارج أرضه
  - أهمية المباراة أو المنافسة
  - القوة الإقليمية
- لم يعد يتم بالضرورة منح عدد ثابت من النقاط للنصر أو التعادل
- الخاسرون في المباراة كانوا قادرين على كسب النقاط

تم تقديم جائزتين جديدتين كجزء من النظام:
- منتخب العام
- أفضل الفرق تقدما في المراكز

جعلت التغييرات نظام التصنيف أكثر تعقيدًا، لكنها ساعدت في تحسين دقته بجعله أكثر شمولاً.

## متصدروا التصنيف حسب الفترة
- نوفمبر 1990 إلى ديسمبر 1991: البرازيل
- أغسطس 1993 إلى سبتمبر 1994: ألمانيا
- سبتمبر 1993 إلى نوفمبر 1993: البرازيل
- نوفمبر 1993 إلى ديسمبر 1993: إيطاليا
- ديسمبر 1993 إلى أبريل 1994: ألمانيا
- أبريل 1994 إلى يونيو 1994 : البرازيل
- يونيو 1994 إلى يوليو 1994 : ألمانيا
- يوليو 1994 إلى مايو 2001 :البرازيل
- مايو 2001 إلى يونيو 2002: فرنسا
- يونيو 2002 إلى فبراير 2007: البرازيل
- فبراير 2007 إلى مارس 2007: إيطاليا
- مارس 2007 إلى أبريل 2007: الأرجنتين
- أبريل 2007 إلى يوليو 2007: إيطاليا
- يوليو 2007 إلى سبتمبر 2007: البرازيل
- سبتمبر 2007 إلى أكتوبر 2007: إيطاليا
- أكتوبر 2007 إلى يوليو 2008: الأرجنتين
- يوليو 2008 إلى يوليو 2009: إسبانيا
- يوليو 2009 إلى نوفمبر 2009: البرازيل
- نوفمبر 2009 إلى أبريل 2010: إسبانيا
- أبريل 2010 إلى يوليو 2010: البرازيل
- يوليو 2010 إلى أغسطس 2011: إسبانيا
- أغسطس 2011 إلى سبتمبر 2011: هولندا
- سبتمبر 2011 إلى يوليو 2014: إسبانيا
- يوليو 2014 إلى يوليو 2015: ألمانيا
- يوليو 2015 إلى نوفمبر 2015: الأرجنتين
- نوفمبر 2015 إلى أبريل 2016: بلجيكا
- أبريل 2016 إلى أبريل 2017 : الأرجنتين
- أبريل 2017 إلى يوليو 2017 : البرازيل
- يوليو 2017 إلى أغسطس 2017 : ألمانيا
- أغسطس 2017 إلى سبتمبر 2017 : البرازيل
- سبتمبر 2017 إلى أغسطس 2018 : ألمانيا
- أغسطس 2018 إلى سبتمبر 2018 : فرنسا
- سبتمبر 2018 إلى أكتوبر 2018: فرنسا وبلجيكا
- أكتوبر 2018 إلى مارس 2022: بلجيكا
- منذ مارس 2022: البرازيل

## طريقة الحساب
يتم حساب نقاط المنتخبات في تصنيف الفيفا الشهري باستخدام المعادلة التالية:
النقاط = النقاط السابقة + أ × (ب – ج)
أ: أهمية المباراة
- أ = 5 نقاط للمباريات الودية التي تلعب خارج أيام الفيفا داي.
- أ = 10 نقاط للمباريات الودية للمباريات التي تقام في الفيفا داي.
- أ = 15 نقطة لمباريات مرحلة المجموعات لمسابقات فرق الأمم.
- أ = 25 نقطة للمباريات النهائية في مسابقات فرق الأمم.
- أ = 25 نقطة للمباريات التأهلية للمنافسات القارية والمسابقات النهائية لكأس العالم.
- أ = 35 نقطة في المباريات النهائية في البطولات القارية حتى ربع النهائي.
- أ = 40 نقطة في المباريات النهائية في البطولات القارية بداية من مرحلة ربع النهائي.
- أ = 50 نقطة مباريات نهائية في كأس العالم حتى دور الربع النهائي.
- أ = 60 نقطة مباريات نهائية في كأس العالم بداية من دور الربع النهائي.

ب: نتيجة المباراة
- ب = 1 عند الفوز بالمباراة.
- ب = 0.75 عند الفوز بركلات الترجيح.
- ب = 0.5 عند التعادل.
- ب = 0 عند خسارة المباراة.

ج: النتيجة المتوقعة للمباراة
- ج = 1 \ (10 (-د\600) + 1)

د = نقاط الفريق الأول - نقاط الفريق الثاني.
مثال:
الفريق الأول لدية 1300 نقطة قبل المباراة وفاز في مسابقات فرق الأمم على الفريق الثاني الذي لديه 1500 نقطة.
نقاط الفريق الأول = 1300 + 25 × (1- (1 \ 10(-(1300-1500)\600) + 1))
نقاط الفريق الثاني = 1500 + 25 × (0- (1 \ 10(-(1500-1300)\600) + 1))
وهكذا يحصل الفريق الأول على 17 نقطة وتصبح نقاطه 1317 بعد المباراة. والفريق الثاني الذي خسر يخسر نفس العدد من النقاط ويصبح نقاطه 1483 بعد المباراة.

## الجوائز
في كل سنة يقوم الفيفا وبالاعتماد على نتائج المنتخبات بالإعلان عن الفائزين بـ:

### منتخب العام
يتم إعطاء لقب منتخب العام للفريق الذي يسجل أكبر عدد من النقاط في أفضل سبع مباريات له. يظهر الجدول التالي أفضل ثلاثة منتخبات لكل عام.
| العام | المركز الأول | المركز الثاني  | المركز الثالث  |
| ----- | ------------ | -------------- | -------------- |
| 1993  | ألمانيا      | إيطاليا        | البرازيل       |
| 1994  | البرازيل     | إسبانيا        | السويد         |
| 1995  | البرازيل     | ألمانيا        | إيطاليا        |
| 1996  | البرازيل     | ألمانيا        | فرنسا          |
| 1997  | البرازيل     | ألمانيا        | جمهورية التشيك |
| 1998  | البرازيل     | فرنسا          | ألمانيا        |
| 1999  | البرازيل     | جمهورية التشيك | فرنسا          |
| 2000  | البرازيل     | فرنسا          | الأرجنتين      |
| 2001  | فرنسا        | الأرجنتين      | البرازيل       |
| 2002  | البرازيل     | فرنسا          | إسبانيا        |
| 2003  | البرازيل     | فرنسا          | إسبانيا        |
| 2004  | البرازيل     | فرنسا          | الأرجنتين      |
| 2005  | البرازيل     | جمهورية التشيك | هولندا         |
| 2006  | البرازيل     | إيطاليا        | الأرجنتين      |
| 2007  | العراق       | البرازيل       | إيطاليا        |
| 2008  | إسبانيا      | ألمانيا        | هولندا         |
| 2009  | إسبانيا      | البرازيل       | هولندا         |
| 2010  | إسبانيا      | هولندا         | ألمانيا        |
| 2011  | إسبانيا      | هولندا         | ألمانيا        |
| 2012  | إسبانيا      | ألمانيا        | الأرجنتين      |
| 2013  | إسبانيا      | ألمانيا        | الأرجنتين      |
| 2014  | ألمانيا      | الأرجنتين      | كولومبيا       |
| 2015  | بلجيكا       | الأرجنتين      | إسبانيا        |
| 2016  | الأرجنتين    | البرازيل       | ألمانيا        |
| 2017  | ألمانيا      | البرازيل       | البرتغال       |
| 2018  | بلجيكا       | فرنسا          | البرازيل       |
| 2019  | بلجيكا       | فرنسا          | البرازيل       |

### أفضل الفرق تقدما في المراكز
| العام | المركز الأول | المركز الثاني    | المركز الثالث  |
| ----- | ------------ | ---------------- | -------------- |
| 1993  | كولومبيا     | البرتغال         | المغرب         |
| 1994  | كرواتيا      | البرازيل         | أوزبكستان      |
| 1995  | جامايكا      | ترينيداد وتوباغو | جمهورية التشيك |
| 1996  | جنوب إفريقيا | باراغواي         | كندا           |
| 1997  | يوغوسلافيا   | البوسنة والهرسك  | إيران          |
| 1998  | كرواتيا      | فرنسا            | الأرجنتين      |
| 1999  | سلوفينيا     | كوبا             | أوزبكستان      |
| 2000  | نيجيريا      | هندوراس          | الكاميرون      |
| 2001  | كوستاريكا    | أستراليا         | هندوراس        |
| 2002  | السنغال      | ويلز             | البرازيل       |
| 2003  | البحرين      | عمان             | تركمانستان     |
| 2004  | الصين        | أوزبكستان        | ساحل العاج     |
| 2005  | غانا         | إثيوبيا          | سويسرا         |
| 2006  | إيطاليا      | ألمانيا          | فرنسا          |

منذ عام 2006 أصبحت هذه الجائزة غير رسمية
| العام | المركز الأول | المركز الثاني | المركز الثالث     | المراجع |
| ----- | ------------ | ------------- | ----------------- | ------- |
| 2007  | موزمبيق      | النرويج       | كاليدونيا الجديدة |         |
| 2008  | إسبانيا      | الجبل الأسود  | روسيا             |         |
| 2009  | البرازيل     | الجزائر       | سلوفينيا          |         |
| 2010  | هولندا       | الجبل الأسود  | بوتسوانا          |         |
| 2011  | ويلز         | سيراليون      | البوسنة والهرسك   |         |
| 2012  | كولومبيا     | الإكوادور     | مالي              |         |
| 2013  | أوكرانيا     | أرمينيا       | الولايات المتحدة  | [ 4 ]   |
| 2014  | ألمانيا      | سلوفاكيا      | بلجيكا            | [ 5 ]   |
| 2015  | تركيا        | المجر         | نيكاراغوا         | [ 6 ]   |
| 2016  | فرنسا        | بيرو          | بولندا            | [ 7 ]   |
| 2017  | الدنمارك     | السويد        | بوليفيا           |         |
| 2018  | فرنسا        | الأوروغواي    | كوسوفو            | [ 8 ]   |
| 2019  | قطر          | الجزائر       | اليابان           | [ 9 ]   |
| 2020  | المجر        | الإكوادور     | مالطا             | [ 10 ]  |
| 2021  | كندا         | إيطاليا       | الأرجنتين         | [ 11 ]  |

## مواعيد نتائج التصنيف
يتم نشر التصنيفات وفقًا لمواعيد الفيفا المحددة.
| تاريخ النشر |
| ----------- |
| 22 ديسمبر   |

## وصلات خارجية
- التصنيف العالمي FIFA نسخة محفوظة 25 يناير 2018 على موقع واي باك مشين.